# Copa Final Four de Voleibol
Copa Final Four de Voleibol foi um torneio de vôlei feminino que era realizado anualmente após a Copa Pan-Americana do mesmo ano, consistindo em reunir os dois melhores colocados da CSV e os dois mais bem colocados entre os representantes da NORCECA. Um país podia desistir de participar e repassar a sua vaga ou em outro caso que também podia ocorrer, uma nação que não ficou entre as duas melhores colocadas da sua confederação, participar por ser o anfitrião do torneio.

## História
A Copa Final Four foi disputada pela primeira vez em 2008 na cidade de Fortaleza, no Ceará. Neste ano as equipes participantes foram todas convidadas para o evento, de acordo com a posição que ficaram na Copa Pan-Americana de 2008. A Argentina fez o mesmo papel que na Copa Pan, assumindo uma terceira posição, derrotando Cuba. Na final o Brasil venceu a República Dominicana.
Em 2009 a classificação para o torneio foi feita através da classificação dos países na Copa Pan-Americana; os dois países melhores classificados da América do Sul e os dois melhores da NORCECA estiveram aptos a participar do torneio. Brasil e Peru representaram a América do Sul e República Dominicana e Estados Unidos foram os representantes da NORCECA. Os Estados Unidos conseguiram o direito de participar do torneio após Porto Rico ter se retirado do torneio. O Peru conseguiu levar o torneio para o seu território, após ter se classificado.
Em 2010 foi escolhida uma sede antes da definição da Copa Pan, assim o México assegurou sua vaga mesmo tendo ficado na nona colocação do torneio classificatório. O outro representante da NORCECA classificado foi a República Dominicana, que se juntou aos sul-americanos Peru e Argentina. Na final o Peru foi derrotado pela seleção dominicana.

## Fórmula de disputa
Na primeira fase, as quatro equipes jogam um round robin. Os finalistas da fase preliminar passarão a competir pela fase semifinal jogando da seguinte maneira: 1º vs. 4º e 2º vs. 3º. Os ganhadores da fase semifinal passam a final para definir o campeão e vice-campeão. Os perdedores enfrentam-se pelo bronze. O torneio é disputado seguindo as normas estabelecidas pela FIVB.

## Quadro de medalhas
| Ordem | País                 | Medalha de ouro | Medalha de prata | Medalha de bronze |   |
| ----- | -------------------- | --------------- | ---------------- | ----------------- | - |
| 1     | Brasil               | 2               | 0                | 0                 | 2 |
| 2     | República Dominicana | 1               | 1                | 1                 | 3 |
| 3     | Estados Unidos       | 0               | 1                | 0                 | 1 |
| 3     | Peru                 | 0               | 1                | 0                 | 1 |
| 5     | Argentina            | 0               | 0                | 2                 | 2 |